# 三菱石炭鉱業大夕張鉄道オハ1形式オハ1形客車

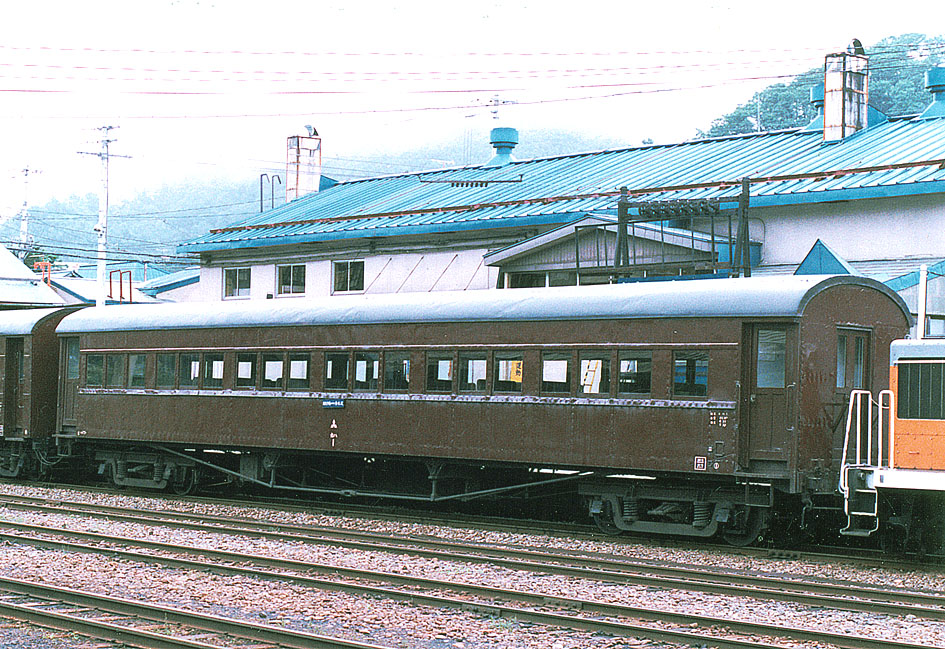
オハ1　清水沢にて（1986年）

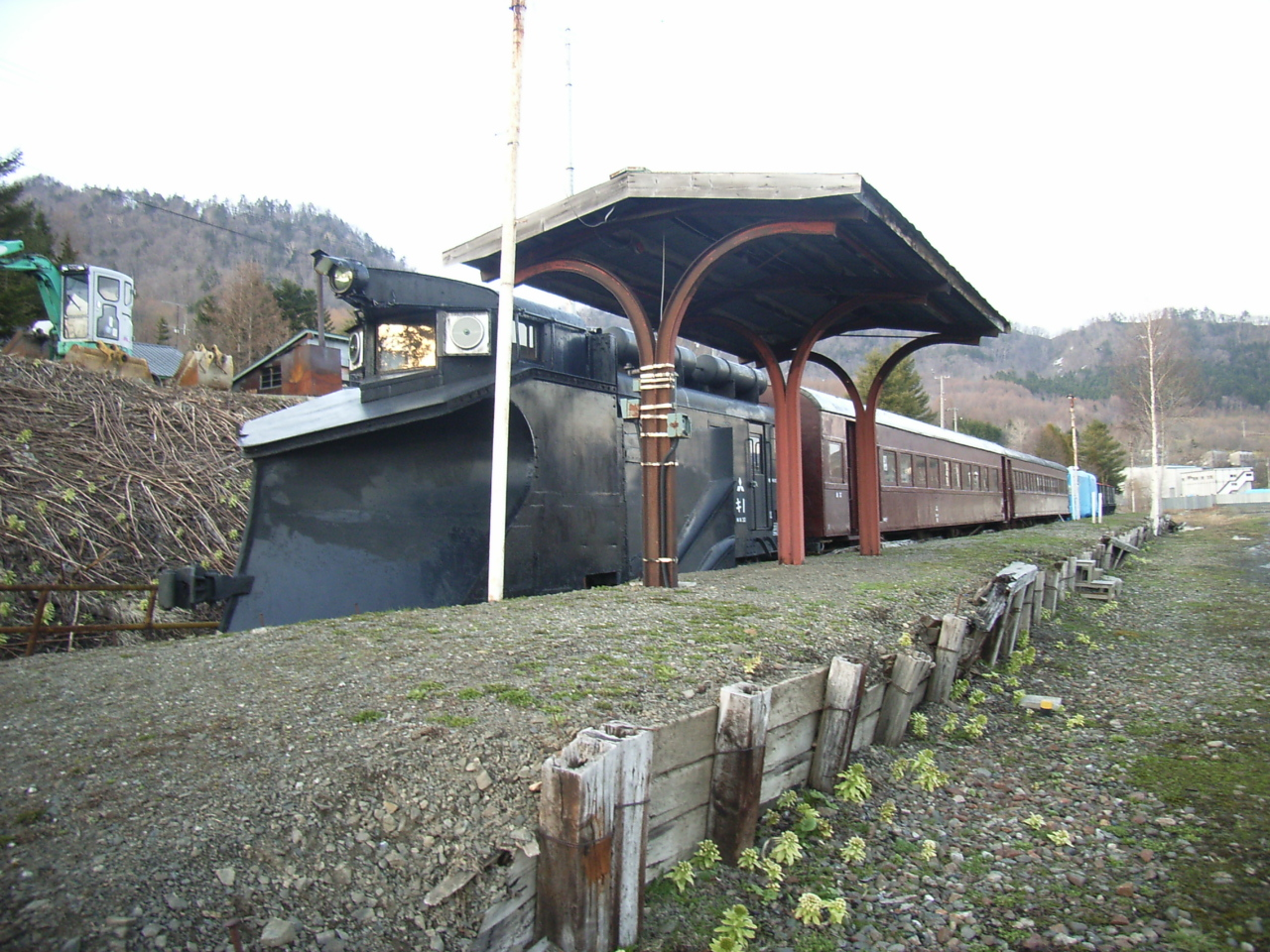
キ1、スハニ6、オハ1と保存車両が並ぶ/南大夕張駅跡

三菱石炭鉱業大夕張鉄道オハ1形式オハ1（みつびしせきたんこうぎょうおおゆうばりてつどうオハ1けいしきオハ1）は、かつて三菱石炭鉱業大夕張鉄道線で使用されていた客車である。

## 概要
1906年（明治39年）新橋工場製造　半鋼製2軸ボギー客車。前身はオネ7、戦後急増した旅客需要に対応し1952年（昭和27年）に北海陸運工業で車体を更新して入線した。沿線住民の貴重な足として活躍した他、冬期間客車暖房に石炭ストーブが積まれることから鉄道ファンの人気も高かった。

## 主要諸元
- 最大寸法：全長20248mm、全幅2700mm、全高3886mm
- 自重：28.1t
- 定員：104名（夏）96名（冬）

## 現状
1987年（昭和62年）の廃車後、南大夕張駅跡に置かれスハニ6などと共に夕張市に寄贈されたが、管理もされず荒廃状態にあった。1999年（平成11年）に三菱大夕張鉄道保存会が発足し、修復・整備され夏季は外部が公開されている。また、「空知の炭鉱関連施設と生活文化」として2001年（平成13年）に北海道遺産として指定されたのに加え、2007年（平成19年）11月30日には経済産業省より近代化産業遺産として認定された。